# Estany Roi de Dalt
L'Estany Roi de Dalt és un llac que es troba en el terme municipal de la Vall de Boí, a la comarca de l'Alta Ribagorça, i dins la zona perifèrica del Parc Nacional d'Aigüestortes i Estany de Sant Maurici.
El llac, d'origen glacial, està situat a 2.388 metres d'altitud i ès el llac de més alçada del sector sud-occidental de la Vall de Llubriqueto. Drena per l'extrem meridional, cap a l'Estany Roi (SSE).
Calen destacar, al seu voltant: Pic de l'Estany Gémena (E), Cresta dels Gémena (NE), Pic del Cap d'Estany Roi (N), Pic de les Capceres d'Estany Roi (O) i Collada de Fenerui (SO).

## Rutes[2]
Vorejant l'Estany Roi per ponent i agafant direcció nord.